# Mistrovství Evropy v zápasu řecko-římském 1997
Mistrovství Evropy v zápasu řecko-římském 1997 se konalo v Kouvole, Finsko.

## Výsledky

### Muži
| Kategorie | Zlato              | Stříbro                    | Bronz                 |
| --------- | ------------------ | -------------------------- | --------------------- |
| 54 kg     | Dariusz Jabłoński  | Farjat Magueramov          | Oleg Nemchenko        |
| 58 kg     | Karen Mnacakanjan  | Djamel Ainaoui             | Ergüder Bekişdamat    |
| 63 kg     | Nikolai Monov      | Şeref Eroğlu               | Akaki Chachua         |
| 69 kg     | Alexandr Tretiakov | Guiorgui Dzhindzhelashvili | Rustam Adzhy          |
| 76 kg     | Torbjörn Kornbakk  | Marko Asell                | Yvon Riemer           |
| 85 kg     | Hamza Yerlikaya    | Thomas Zander              | Aleksandar Jovančević |
| 97 kg     | Hakkı Başar        | Anatolij Fedorenko         | Konstantinos Thanos   |
| 125 kg    | Sergej Murejko     | Juha Ahokas                | Alexandr Bezručkin    |